# アロイス・ヒトラー
アロイス・ヒトラー（Alois Hitler、1837年6月7日 – 1903年1月3日）は、オーストリア＝ハンガリー帝国の税関職員。アドルフ・ヒトラーの父。

## 経歴
1837年、アロイス・ヒトラーはシュトローネス村で未婚女性のマリア・アンナ・シックルグルーバーの私生児として生まれた。
1842年、母親が粉ひき職人のヨハン・ゲオルク・ヒードラーと結婚すると、デラースハイム近郊にあるヨハン・ゲオルクの弟ヨハン・ネーポムク・ヒードラーの家に私生児として引き取られた。
1851年、小学校を卒業したアロイスはウィーンで靴職人の徒弟奉公を始めた。17歳の時には職人試験に合格したが、なおも独学で勉強を続けた。1855年にはオーストリア帝国大蔵省の守衛となった。1868年には雇人の立場から正式な官吏となり、出世を続けた。
1873年、アロイスは36歳で最初の結婚をした。相手はアロイスより14歳上のアンナ・グラスルという女性で当時50歳であった。1876年、彼の養父であるヨハン・ネーポムクによって、アロイスは継父ヨハン・ゲオルクの嫡出子として認知され、シックルグルーバー姓から呼びやすい「ヒトラー」に姓を改めた。この時、ヨハン・ネーポムクの孫娘クララ・ペルツルと出会い、病気がちの妻の面倒を見るために家に住み込ませた。
1880年にアロイスはアンナ・グラスルと事実上離婚したが、カトリック法の規定により正式には離婚出来なかった。アロイスはその少し前からフランツィスカ・マツェルスベルガーという19歳のウエイトレスと関係を持っており、1882年には二人の子アロイスが生まれている。1883年にアンナ・グラスルが死亡すると、アロイスとフランツィスカは正式に結婚した。この年には娘のアンゲラが生まれている。しかしフランツィスカは身体を壊して転地療養し、翌1884年に死亡した。この頃からクララはフランツィスカにかわってヒトラー家の家政を見ていたが、やがてアロイスと関係を持ち、妊娠した。
当時のカトリック法の規則では、ヨハン・ゲオルクの子として認知されたアロイスと、その弟ヨハン・ネーポムクの孫娘であるクララの二人が結婚するためには、教皇の許可を得る必要があったが、1884年に許可がおり、翌1885年正式に結婚した。アロイスとクララの間には6人の子が生まれたが、多くは早世し、育ったのは1889年に生まれたアドルフと、1896年に生まれたパウラだけだった。
1892年には彼の学歴で到達できる最高の地位であるリンツ税関の上級事務官となった。1895年には退職し、恩給生活に入った。1903年1月3日、アロイスはレストランで倒れ、肺出血で死亡した。上オーストリア州で最も大きな日刊紙「日報」は彼の追悼記事を書いた。その中では官吏や農業、特に養蜂の分野で有能であったことが書かれ、また節約家であったとされる。死後、まもなくしてクララも後を追うように乳癌で死亡し夫婦でウィーンに葬られるが、ネオナチ巡礼の地とならないよう現在のヒトラーの親類がウィーン市に申し立て、死後長らくあった墓石は現在撤去されている。

## 出生
アロイスの本当の父親が誰であったかについては長い論争がある。ニュルンベルク裁判の被告となったハンス・フランクは、1930年にヒトラーから家系調査を命じられた。フランクの調査ではマリア・アンナがグラーツのフランケンベルガーというユダヤ人の家庭で下女奉公をしていたが、その時に宿した子供がアロイスであるとした。フランクは絞首刑となる前に残した告白録「絞首台に直面して」の中でこのことを触れた。その後、オーストリア社会労働者党の幹部でもあったイェツィンガーは1956年の著作「ヒトラーの青年時代」において、ヒトラーの祖父がユダヤ人であると考えたほうが自然であると結論した。手塚治虫の漫画作品『アドルフに告ぐ』では、フランクの証言に基づくヒトラーの出生がストーリーの重要なキーとなっている。
しかし、戦後にグラーツ大学のニコラス・フォン・プレラドヴィク教授が調査したところ、アロイス生誕前の期間にはグラーツにユダヤ人は住んでおらず、グラーツのフランケンライター家（フランケンベルガー家はフランクの誤り）は没落したカトリック教徒であったと判明した。アントン・クラインもユダヤ人がアロイスの父ではありえないことを立証した。
当初はユダヤ人説をとっていた研究家のヴェルナー・マーザーは、ヨハン・ネーポムクこそがアロイスの父親であり、妻にマリア・アンナの妊娠を知られるのを防ぐために、兄のヨハン・ゲオルクとマリア・アンナを結婚させたのだとしている。また、認知通りヨハン・ゲオルクが父親であったという推定も行われている。

## 思想
アドルフ・ヒトラーは『我が闘争』において、アロイスは「世界市民的思想」を持っており、反ユダヤ主義的言動をしたことはなかったとしている。一方でマーザーやアウグスト・クビツェクはこの記述について疑っていた。
いずれにせよ、どのような思想だったか未だに明らかにされていない。